# Сімоне Піньйоні
Сімо́не Піньйо́ні (італ. Simone Pignoni; 17 травня 1611, Флоренція — 16 грудня 1698, Флоренція) — італійський художник епохи бароко.

## Життєпис
Він навчався разом із Фабріціо Боші, згодом із більш академічним та пуританським Доменіко Пассіньяно і, нарешті, з Франческо Фуріні. Піньйоні відомий саме своїми картинами в стилі, що нагадує болісно чуттєвого Фуріні. Відбитком цієї одержимості є його автопортрет 1650 року, в якому він зображує себе як оголену огрядну жінку. Біограф Бальдінуччі, у своїх коротких описах виділяє художника Піньйоні, згадуючи його як скандального «імітатора (Фуріні) аморальних винаходів».

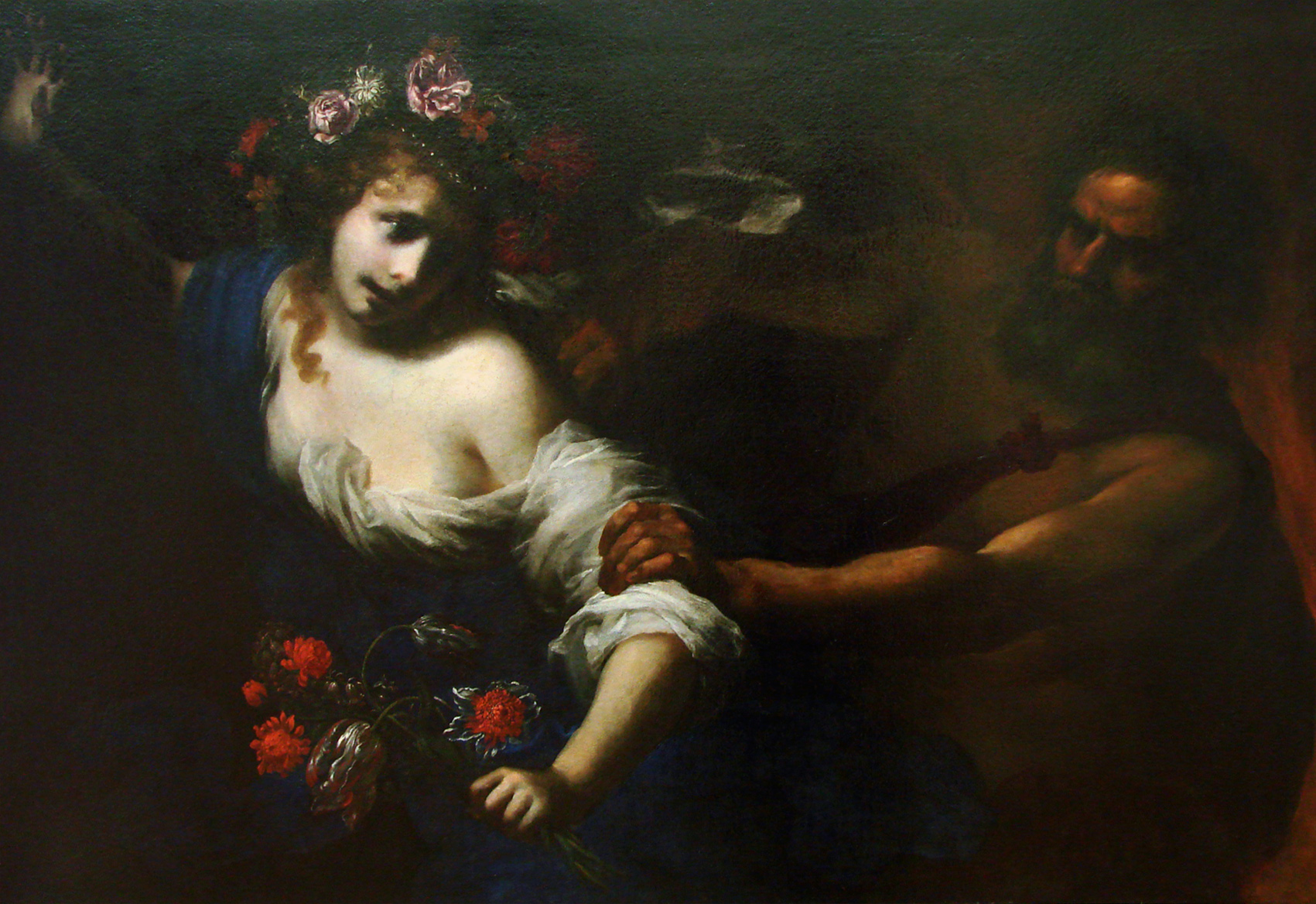
Сімоне Піньйоні. «Викрадення Прозерпіни» (1650)
«Школа Нансі», Музей мистецтв, Нансі

Ширший життєпис було занотовано його учнем Джованні Камілло Саґрестані, де зазначається, що він наділений «ексцентричними і піддатливими здійбностями». Піньйоні згодом схиляється до більш благочестивого живопису. Це було одного разу, коли він був серйозно хворий; «оскільки в житті він був зосереджений на вивченні жіночих форм, і (нині), напевно, змирився з навислою нескінченністю, його духовний батько закликав його позбавитись цієї фатальної помилки, і будучи в піднесеному настрої, він раптом вилікувався завдяки Господу». Бальдінуччі про Фуріні пише теж щось подібне, і про передсмертну відмову від своїх мистецьких полотен із оголеними персонажами. Бо доба бароко (пора піднесень, розкошів і смутку) була настояна на протиріччях і сама породжувала характери, сформовані з протиріч
Серед більш традиційних робіт відомі такі картини:
- «Святий Петро вилікував Агату» (відносять до міського музею в Трієсті);
- «У Сент-Луїсі організовується бенкет для бідних» (1682), нині знаходиться в церкві Санта Фелічіта у Флоренції, за замовленням Конте Луїджі Гвіччардіні;
- «Мадонна з немовлям звеличується зі святими архангелами Михайлом та Рафаелем в обладунках та Сан-Антоніо Падуанським» (1671), для каплиці ді Сан-Мікеле у церкві Сантіссіма Аннунціата.

Він намалював також «Алегорію світу» в Палаццо Веккіо. «Каяття Магдалини», яке відносять до творчості Піньйоні знаходиться в Палаццо Пітті. У Сан-Бартоломео (Монтеолівето), він написав «Мадонна, яка явилась блаженному Бернардо Толомео»
На додачу до Саґрестані, інший учень, Лука Куерсі з Кутільяно, був священиком.

## Галерея обраних творів

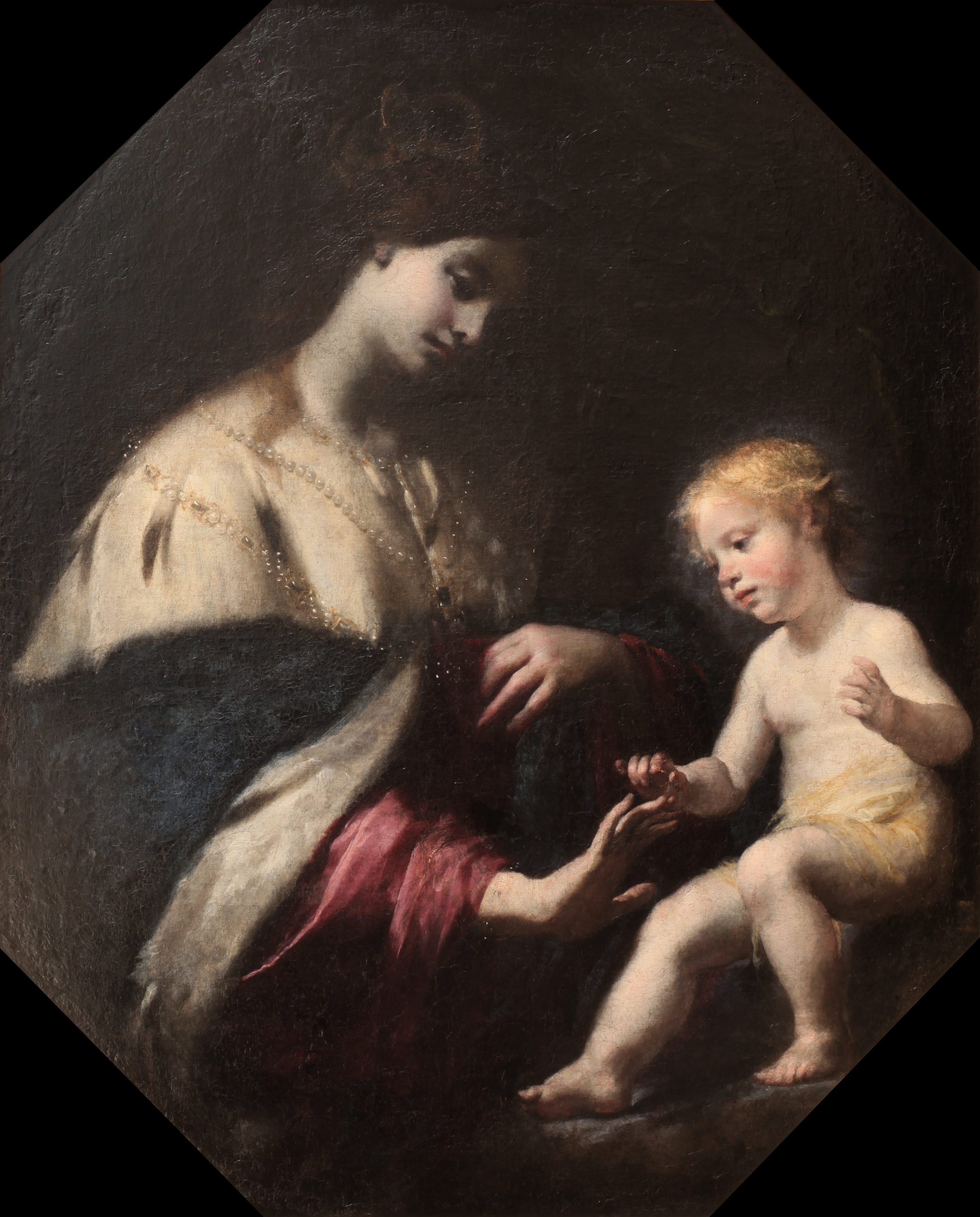
Сімоне Піньйоні. «Містичні заручини св. Катерини з католицькою церквою», Ліон, Франція
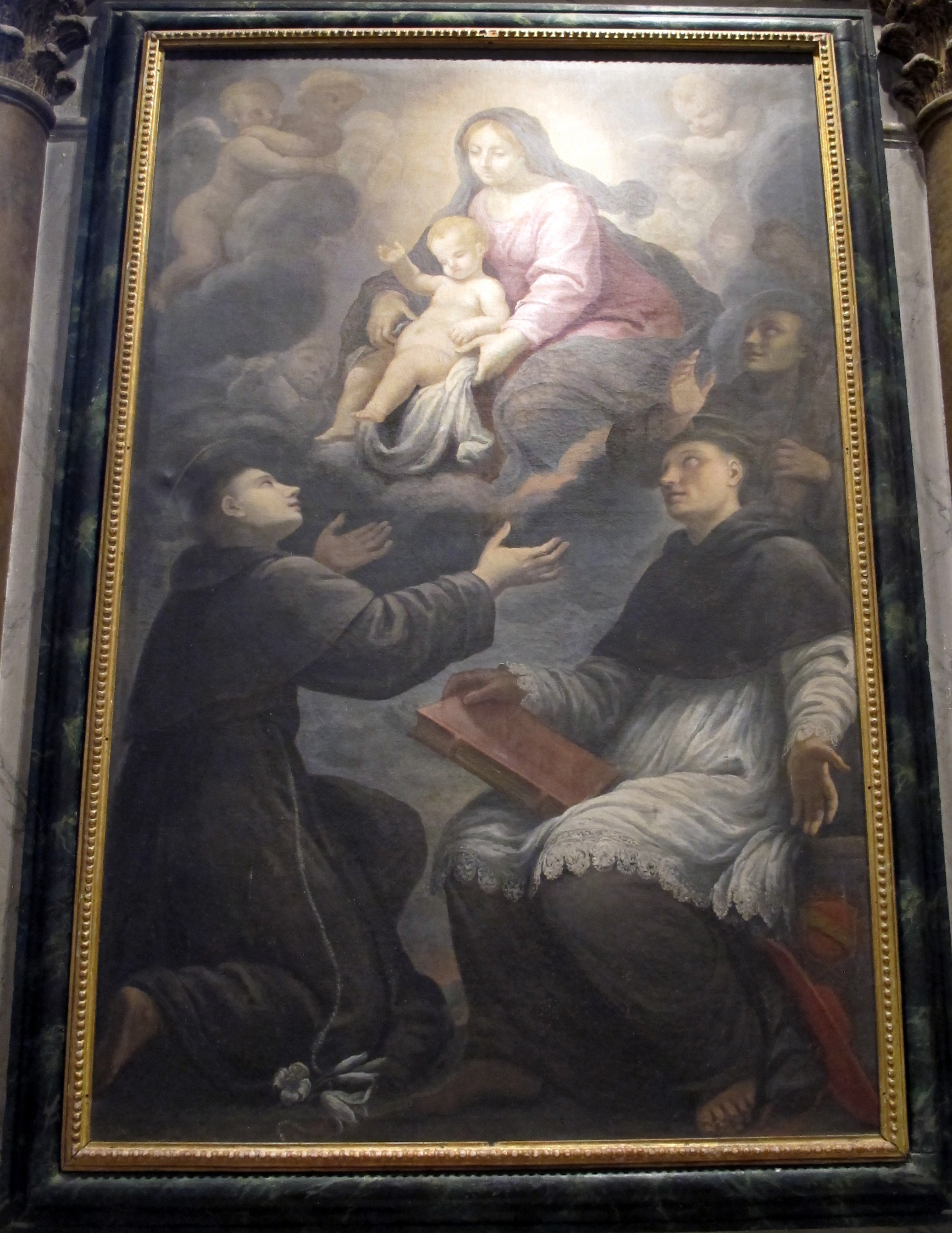
Сімоне Піньйоні. «Мадонна з немовлям і святими»
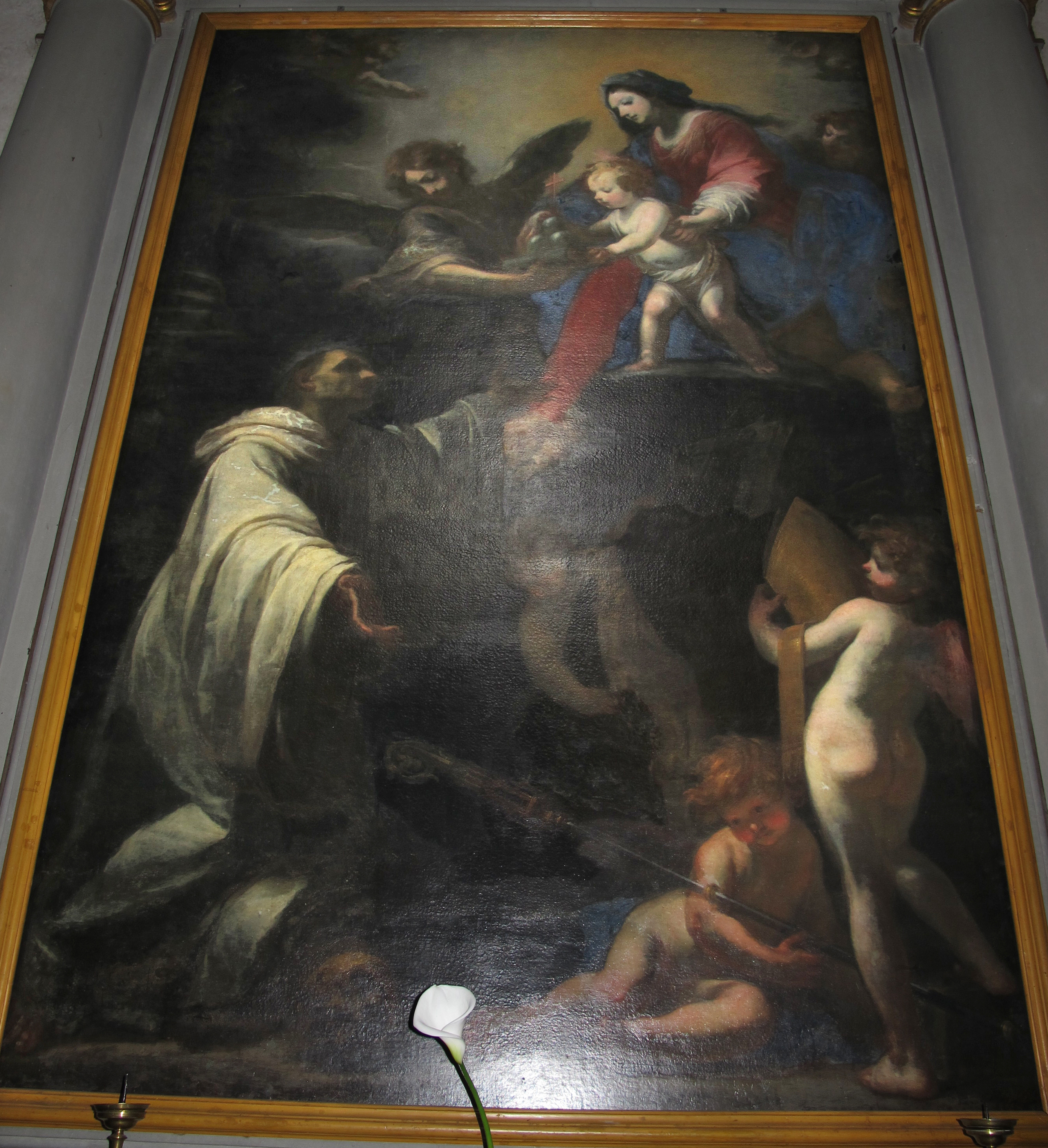
Сімоне Піньйоні. «Св. Вартоломей на горі Олівето»